# 17. návštěvní expedice (ISS)
17. návštěvní expedice (zkráceně EP-17; rusky Семнадцатая экспедиция посещения, ЭП-17) na Mezinárodní vesmírnou stanici (ISS) byla krátkodobá výprava kanadského podnikatele, ředitele cirkusové zábavní společnosti, Guye Laliberté na stanici. Po týdenním pobytu na ISS a splnění plánovaného programu se Laliberté vrátil na Zem.

## Posádka

### Hlavní
- Guy Laliberté (1), účastník kosmického letu, soukromník

V závorkách je uveden dosavadní počet letů do vesmíru včetně této mise.

### Záložní
- Barbara Barrettová, soukromník

## Průběh výpravy

### Přípravy
Mezinárodní vesmírná stanice (ISS) byla od začátku listopadu 2000 trvale osídlena lidmi. Základní posádky stanice byly do havárie Columbie střídány raketoplány, jako záchranné čluny jim sloužily lodě Sojuz. Po přerušení letů raketoplánů v důsledku havárie byla velikost základních posádek stanice snížena na dva kosmonauty, jejichž dopravu zajišťovaly Sojuzy. Třetí místo v lodích obsazovali členové návštěvních posádek, po týdnu se vracející na Zem starým Sojuzem.
Místo v Sojuzu TMA-16 startujícím koncem září 2009 obsadil kanadský podnikatel, ředitel cirkusové zábavní společnosti a hráč pokeru Guy Laliberté. Původně měl o místo v Sojuzu TMA-16 zájem ruský poslanec Vladimir Gruzděv, nicméně v říjnu 2008 Alexej Krasnov (náčelník správy pilotovaných programů Roskosmosu) oznámil, že poletí kosmonaut Kazachstánu.
Kazašská vláda a kosmická agentura připravovaly let občanů své země už od začátku 21. století. Do prosince 2002 byli vybráni čtyři kandidáti; dva zůstali v rezervě, Muchtar Ajmachanov a Ajdyn Aimbetov od června 2003 zahájili výcvik ve Středisku přípravy kosmonautů (CPK) v Hvězdném městečku společně s ruskými kosmonauty náboru roku 2003. Po dvou letech, 5. července 2005, oba ukončili výcvik ziskem kvalifikace „zkušební kosmonaut“. Zatímco noví kosmonauti čekali v Hvězdném městečku, politici dohadovali okolnosti mise. V říjnu 2008 dosáhli dohody o letu Kazacha v 17. návštěvní expedici, oficiální smlouvu Roskosmos a kazašská kosmická agentura (Kazkosmos) podepsaly až 5. března 2009. Ale už 8. dubna 2009 ředitel Roskosmosu Anatolij Perminov oznámil, že kazašská strana v souvislosti se světovou finanční krizí přijala program úspor, v jehož rámci kazašský let na ISS zrušila.

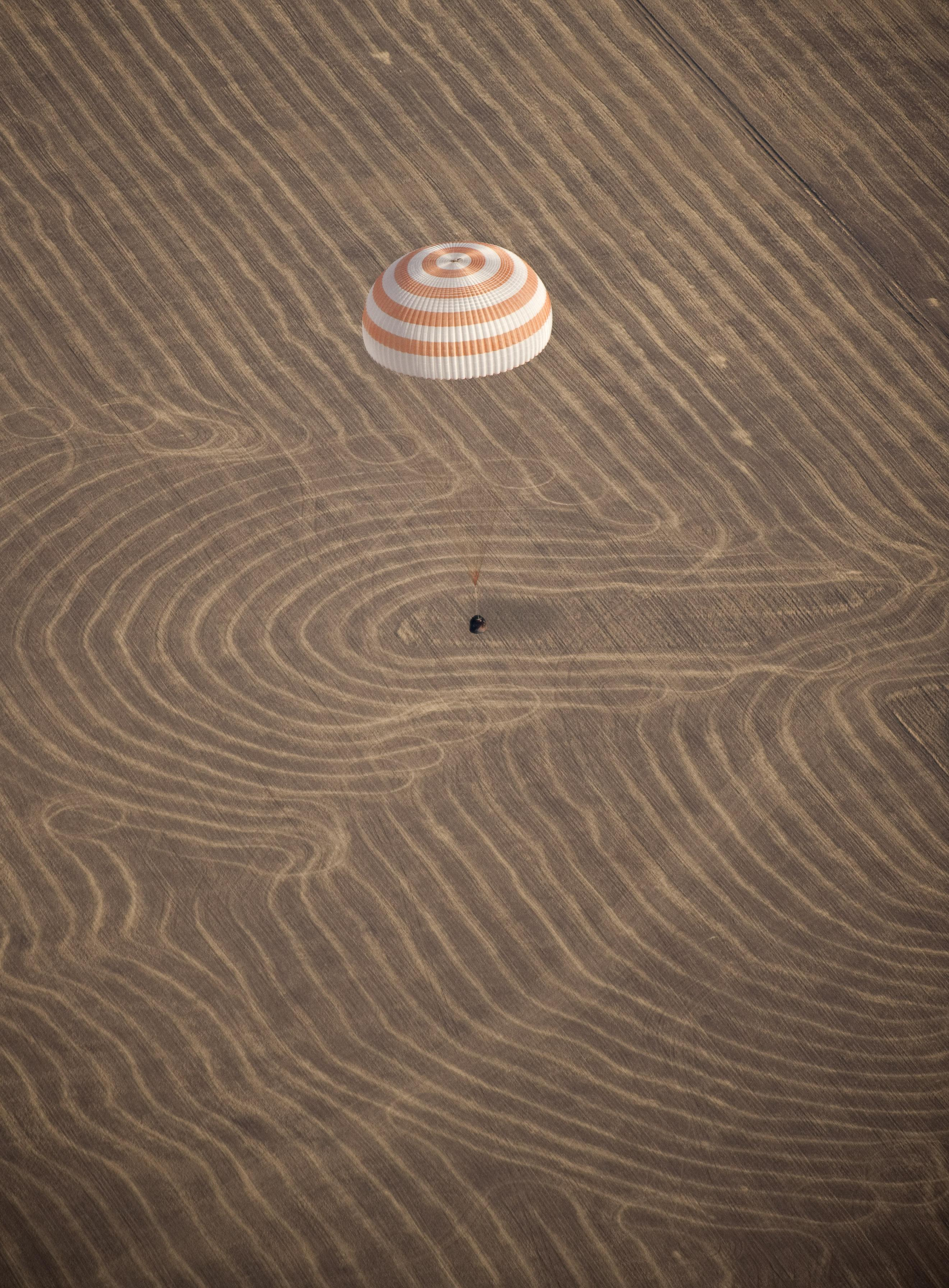
Sojuz TMA-14 obsazený Gennadijem Padalkou, Michaelem Barratem a Guyem Laliberté se snáší k zemi. 11. října 2009

V nové situaci Gruzděv odmítl letět z finančních důvodů. Společnost Space Adventures však promptně našla nového kandidáta – Guye Laliberté, který byl s ní ve styku už od roku 2004. Oficiálně Roskosmos sdělil jeho jméno 4. června 2009, to už se Laliberté připravoval v CPK.
Náhradnicí Kanaďana se stala Barbara Barrettová, americká manažerka a bývalá velvyslankyně ve Finsku. Připravovala se v CPK společně s Lalibertém od června 2009.

### Let
Maxim Surajev a Jeffrey Williams z Expedice 21 společně s Guyem Laliberté odstartovali 30. září 2009 v 7:15 UTC z kosmodromu Bajkonur v lodi Sojuz TMA-16; po dvou dnech samostatného letu se 2. října v 8:35 UTC spojili se stanicí.
Po spojení se kosmonauti uvítali s posádkou ISS, vyložili náklad pro stanici a zahájili práci. Laliberté svou cestu nazval Poetická sociální mise Na ISS provedl experiment GC, jehož cílem bylo srovnání parametrů krystalů proteinů vyrostlých na oběžné dráze a pozemských; účastnil se telemostů CUP-M – ISS – CUP-M; fotografoval a natáčel jak interiér stanice, tak povrch Země a především se věnoval popularizaci problémů s vodou v mnoha regionech Země. Což je téma, kterému se dlouhodobě věnuje jeho nadace „Jedna kapka“ (One Drop).
Po týdenním pobytu na ISS se 11. října 2009 v 1:07 UTC Laliberté a vracející se posádka Expedice 20 v Sojuzu TMA-14 odpoutali od stanice a týž den ve 4:32 UTC přistáli v severním Kazachstánu, 90 km severně od Arkalyku.